# Sorong Selatan
Sorong Selatan ist ein indonesischer Regierungsbezirk (Kabupaten) in der indonesischen Provinz Papua Barat Daya auf der Insel Neuguinea. Stand 2020 leben hier circa 54.300 Menschen. Der Regierungssitz des Kabupaten Sorong Selatan ist die Stadt Teminabuan.

## Geographie
| Distrikt Distrik | Dörfer Kampung/ Kelurahan |
| ---------------- | ------------------------- |
| Fokour           | 4                         |
| Inanwatan        | 9                         |
| Kais             | 5                         |
| Kais Darat       | 7                         |
| Kokoda           | 16                        |
| Kokoda Utara     | 9                         |
| Konda            | 5                         |
| Matemani         | 6                         |
| Moswaren         | 7                         |
| Saifi            | 10                        |
| Salkma           | 5                         |
| Sawiat           | 8                         |
| Seremuk          | 8                         |
| Teminabuan       | 16                        |
| Wayer            | 8                         |

Sorong Selatan liegt im nördlichen Teil der Provinz Papua Barat Daya auf der Vogelkophalbinsel. Dort liegt es im Südwesten der Halbinsel. Im Norden grenzt es an die Regierungsbezirke Sorong, Tambrauw und Maybrat. Im Osten grenzt es an Teluk Bintuni und im Süden wird es vom Meer abgegrenzt. Administrativ unterteilt sich Sorong Selatan in 25 Distrikte (Distrik) mit 121 Dörfern (Kampung) und 2 Kelurahan.

## Einwohner
2020 lebten in Sorong Selatan 54.312 Menschen. Die Bevölkerungsdichte beträgt 31 Personen pro Quadratkilometer. Circa 50 Prozent der Einwohner sind Christen, hauptsächlich Protestanten,  und circa 50 Prozent Muslime.